# Лунный полицейский
«Лунный полицейский» — кинофильм.

## Сюжет
2050 год. Землю населяют немногочисленные выжившие после большого пожара люди. Гораздо более развитое общество с Луны посылает полицейского офицера Джо Броуди на Землю, чтобы тот вернул украденную экстремистами формулу «Эмерон», которая способна восстановить нормальную атмосферу Земли. Посылая на задание его предостерегают, что на Земле живут опасные дикари, которые и выкрали формулу. Прибыв на планету, Джо приходит в смятение, ибо он наблюдает отнюдь не ту картину, о которой говорило ему командование.